# Dermophis
Genre
Dermophis est un genre de gymnophiones de la famille des Dermophiidae.

## Répartition
Les 7 espèces de ce genre se rencontrent du Sud du Mexique au Nord-Ouest de la Colombie.

## Liste des espèces
Selon Amphibian Species of the World (10 février 2014) :
- Dermophis costaricense Taylor, 1955
- Dermophis glandulosus Taylor, 1955
- Dermophis gracilior Günther, 1902
- Dermophis mexicanus (Duméril & Bibron, 1841)
- Dermophis oaxacae (Mertens, 1930)
- Dermophis occidentalis Taylor, 1955
- Dermophis parviceps (Dunn, 1924)

## Publication originale
- Peters, 1880 "1879" : Über die Eintheilung der Caecilien und insbesondere über die Gattungen Rhinatrema und Gymnopis. Monatsberichte der Königlichen Preussischen Akademie der Wissenschaften zu Berlin, vol. 1879, p. 924-945 (texte intégral).